# Zdzisław Kasprzak
Pour les articles homonymes, voir Kasprzak.
Zdzisław Kasprzak, né le 16 décembre 1910, à Poznań, en Pologne et décédé le 5 août 1971, à Poznań, en Pologne est un ancien joueur polonais de basket-ball.

## Palmarès
- 3e du championnat d'Europe 1939